# Hos os i Bangladesh
Hos os i Bangladesh er en dansk dokumentarfilm fra 1972, der er instrueret af Steen B. Johansen.

## Handling
Filmen viser hverdagslivet hos en familie i Landsbyen Chhagalanija, som ligger 50 km nord for Chittagong, den største havneby i Bangladesh. Morgenmad tilberedes. Familien er samlet. Manden arbejder i sin skræderforretning. Ved familiens dam ordnes vask af tøj, tallerkener vaskes og tænder børstes, geden malkes og rismarkerne pløjes, børnene er i skole, og børnene leger hjemme.